# 補体結合反応
補体結合反応（ほたいけつごうはんのう、英:complement fixation test）とは抗原抗体複合体と補体が結合する性質を利用した反応。抗原、抗体、補体が存在する溶液内では抗原が抗体に特異的に結合し、その抗原抗体複合体に非特異的に補体が結合する。また、補体は感作赤血球と結合して溶血を起こす。検体に一定量の抗原と補体を加え、一定時間反応させた後の感作赤血球を加えると、検体内に抗体が存在する場合には抗原抗体複合体に補体が結合し、感作赤血球に結合する補体がなくなるため溶血を示さない。反対に検体内に抗体が存在しない場合は溶血を示す。つまり、補体結合反応では溶血を示さなければ陽性、示せば陰性である。